# Exerodonta juanitae
La rana arbórea de juanita (Exerodonta juanitae) es una especie de anfibio de la familia Hylidae endémica de la Sierra Madre del Sur de Guerrero y Oaxaca, en México 1.

## Clasificación y descripción de la especie
Es un anuro de la familia Hylidae del orden Anura. Es de talla mediana y cuerpo esbelto. Llega a alcanzar una longitud de 40mm. El tímpano no es evidente; un canto rostral muy afilado es evidente. Los brazos son moderadamente largos y delgados. El color del dorso es gris-olivo, con manchas irregulares más oscuras. Una banda café mediodorsal se extiende desde el hocico hasta los hombros. Presenta manchitas café en los lados del cuerpo 2,4.

## Distribución de la especie
Endémica de México, presenta poblaciones aisladas en la Vertiente del Pacífico de la Sierra Madre del Sur de Oaxaca y Guerrero 2,3,4.

## Ambiente terrestre
Vive entre los 750 a 1.080 m s. n. m. en Guerrero, y entre 580 a 1.600 m s. n. m. en Oaxaca en bosque mesófilo de montaña 2,3,4. Sus hábitats naturales incluyen bosques tropicales o subtropicales secos y a baja altitud, montanos secos y ríos intermitentes 1.

## Estado de conservación
Se considera como Amenazada (Norma Oficial Mexicana 059) y Vulnerable en la lista roja de la UICN por la destrucción de su hábitat natural 1.